# Universum Bremen
Koordinaten: 53° 6′ 24″ N, 8° 50′ 42″ O
Das Universum Bremen ist ein Science Center mit ausgeprägtem Erlebnischarakter. Die Besucher sollen an über 300 Exponaten naturwissenschaftliche Phänomene hautnah und mit allen Sinnen erleben. Es ist eine vielbesuchte Freizeit- und Kultureinrichtung in Bremen.
Es besteht aus dem Dauerausstellungsgebäude, Sonderausstellungsgebäude und Außenbereich. Das walförmige Dauerausstellungsgebäude ist ein architektonisches Wahrzeichen von Bremen. Es ist ein anerkannter außerschulischer Lernort.

## Geschichte
Der Grundstein des Universum Bremen wurde 1996 von Professoren der Universität Bremen gelegt. Die Projektentwicklung für das Projekt fand in der Stiftung Universum GmbH in Zusammenarbeit mit der Universität Bremen mit verschiedenen Unternehmen statt. Das Wissenschaftscenter wurde nach anderthalb Jahren Bauzeit im September 2000 eröffnet. Es bestand aus dem 4.000 m² großen Dauerausstellungsgebäude mit den drei Bereichen Expedition Mensch, Expedition Erde und Expedition Kosmos.
2007 wurde das Universum Bremen um ein weiteres Gebäude und ein Außengelände ergänzt. Somit gibt es im Universum Bremen nun drei unabhängige Ausstellungsbereiche: das Dauerausstellungsbäude, der Außenbereich sowie das Sonderausstellungsgebäude, in dem sich jährlich wechselnde Sonderausstellungen befinden.
Die Firma Universum Managementges. mbH betrieb das Universum bis 2013 rein privatwirtschaftlich. 2013 übernahm die Stadt Bremen den Betrieb der Kultureinrichtung. In diesem Zuge wurde das Hauptgebäude modernisiert und ein Umbau der Dauerausstellung vorgenommen. Die ursprünglichen „Expeditionen“ wurden durch die drei Themenbereiche Mensch, Natur und Technik ersetzt.
In den ersten fünf Jahren seit seiner Eröffnung besuchten knapp 2,5 Millionen Besucher das Universum Bremen.

## Architektur
Das Hauptgebäude, in der sich die Dauerausstellung befindet ist, mit 40.000 Edelstahlschindeln bedeckt und wurde vom Bremer Architekten Thomas Klumpp entworfen. Die Gebäudeform erinnert an eine Mischung aus Wal und Muschel.
Im Gegensatz zu den ellipsenförmigen Konturen des Dauerausstellungsgebäudes ist das zweite Gebäude würfelförmig und von einer zum Teil gelöcherten Corten-Stahl-Fassade umgeben. Der 5000 m² große Außenbereich ist eine wissenschaftliche Erlebnislandschaft unter freiem Himmel mit vielen Mitmach-Stationen, Landschaftselementen und einem 27 m hohen Turm der Lüfte.

## Sonderausstellungen
Seit seiner Eröffnung zeigte das Universum Bremen insgesamt 23 Sonderausstellungen zu vielfältigen Themen. Die aktuelle Sonderausstellung mit dem Titel LIEBE. läuft noch bis zum 23. August 2026.

### Liste der Sonderausstellungen
- Alles im Fluss (2. Juli bis 13. Oktober 2002)
- Grenzenlos (9. Juli bis 5. Oktober 2003)
- Vulkane: Brodelnde Erde (30. Juni bis 3. Oktober 2004)
- Sprechende Körper (22. Juni bis 16. Oktober 2005)
- Chocoladium (13. Oktober 2007 bis 6. Januar 2009)
- Farben.Formen.Fantasien (28. Februar 2009 bis 23. Oktober 2010)
- Farbenrausch (3. Oktober 2009 bis 31. Januar 2010)
- Energy Island (4. November 2010 bis 31. Januar 2011)
- Kopfüber Herzwärts (4. März bis 29. August 2011)
- Es betrifft dich! (4. August bis 28. August 2011)
- T-Shirts, Tüten und Tenside (6. September bis 2. November 2011)
- Mensch in Zahlen (22. März 2012 bis 31. August 2013)
- Teilchenzoo (27. September 2013 bis 30. Juni 2014)
- Entscheiden (1. Oktober 2014 bis 10. Mai 2015)
- Ey Alter (23. Oktober 2015 bis 31. August 2016)
- Effekthascherei (23. September bis 6. November 2016)
- Lieblingsräume (10. Dezember 2016 bis 7. Januar 2018)
- Bike It (28. Juni 2018 bis 5. Mai 2019)[7]
- Der mobile Mensch – Deine Wege. Deine Entscheidungen. Deine Zukunft. (20. Juni 2019 bis 6. September 2020)
- Up to Space (27. Oktober 2020 bis 20. April 2022)
- Wolkenkuckucksheim – Bau dir deine Welt, wie sie dir gefällt! (1. Juli 2022 bis 23. April 2024)
- KI, was geht? (28. Juni 2024 bis 22. April 2025)
- LIEBE. (7. Juni 2025 bis 23. August 2026)

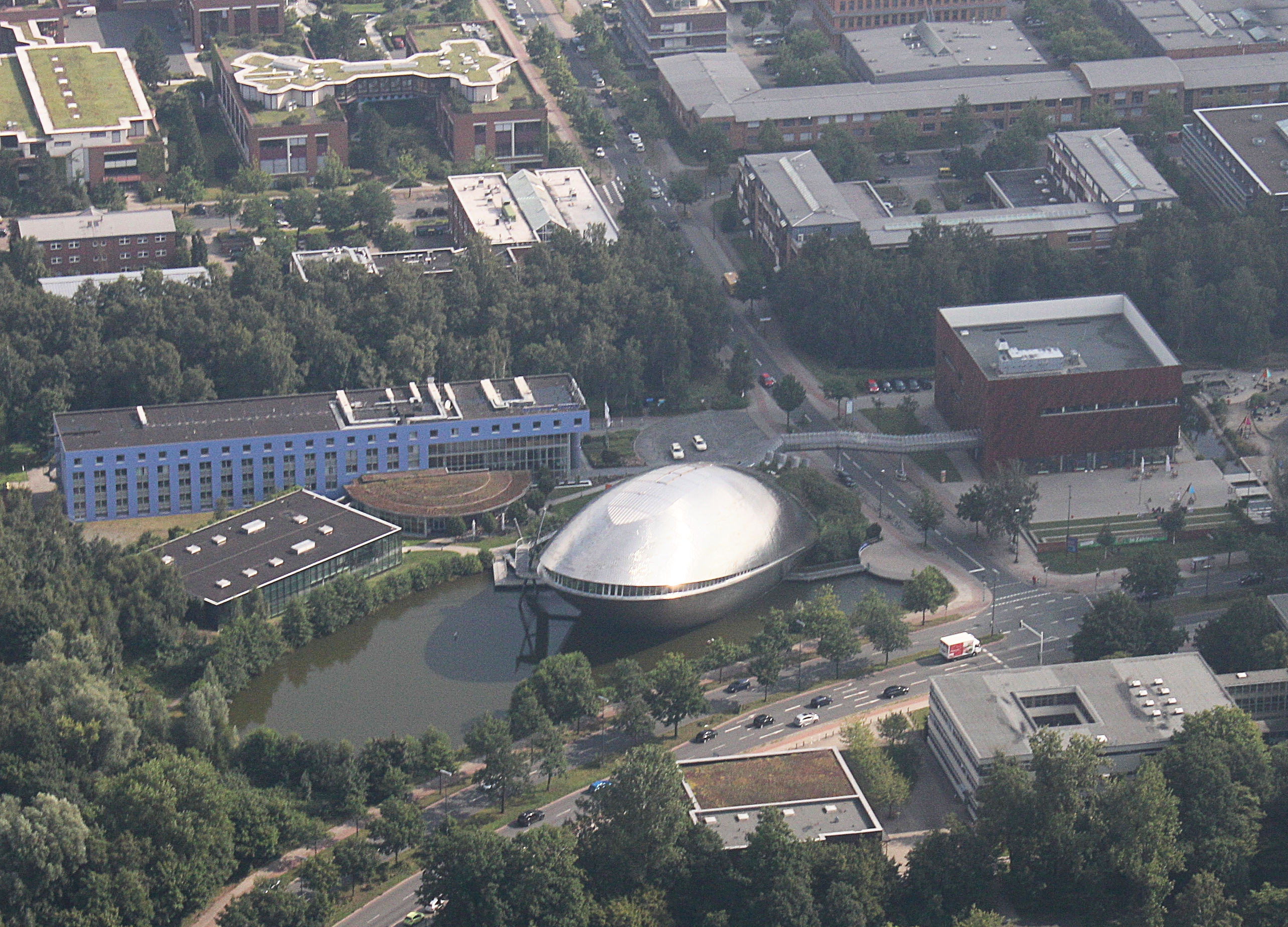
Universum Bremen
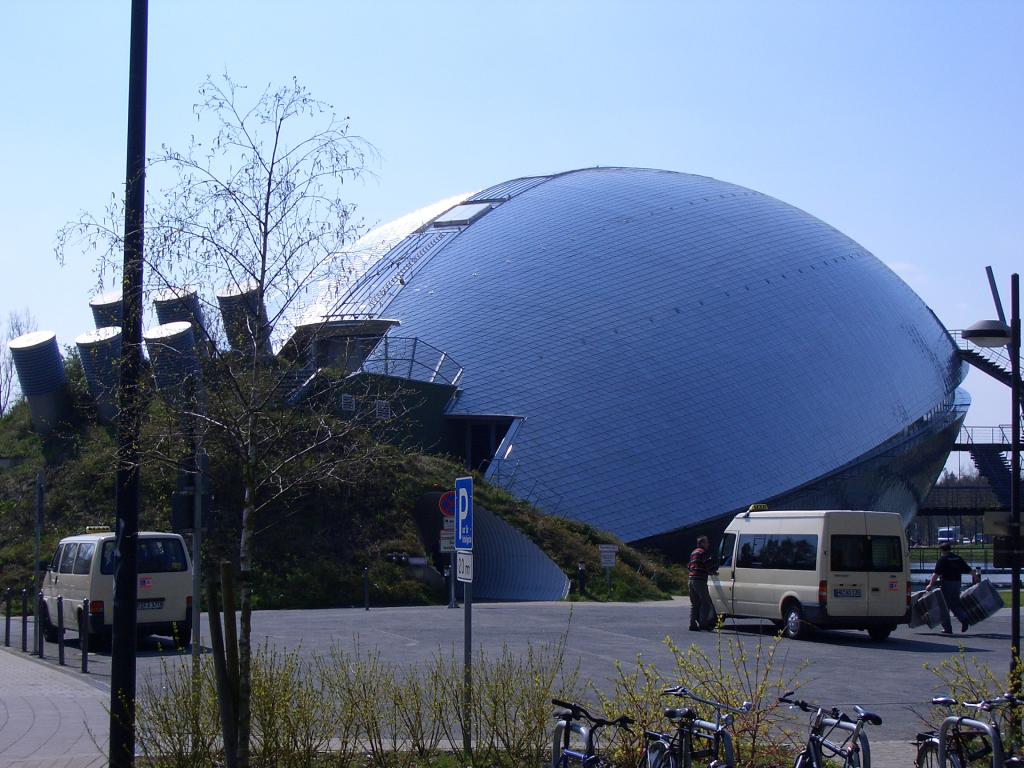
Dauerausstellungsgebäude des Universum Bremen
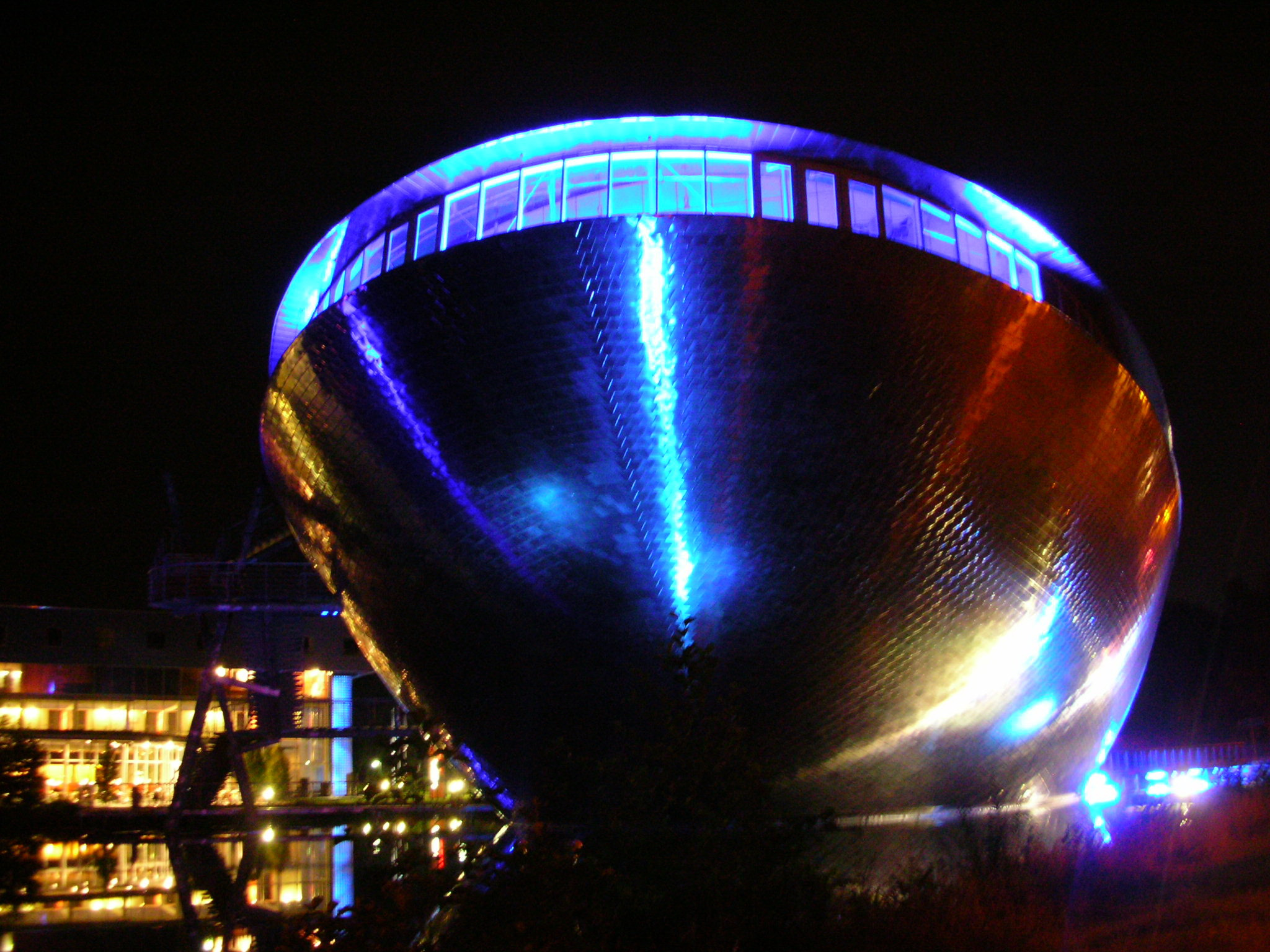
Dauerausstellungsgebäude bei Nacht
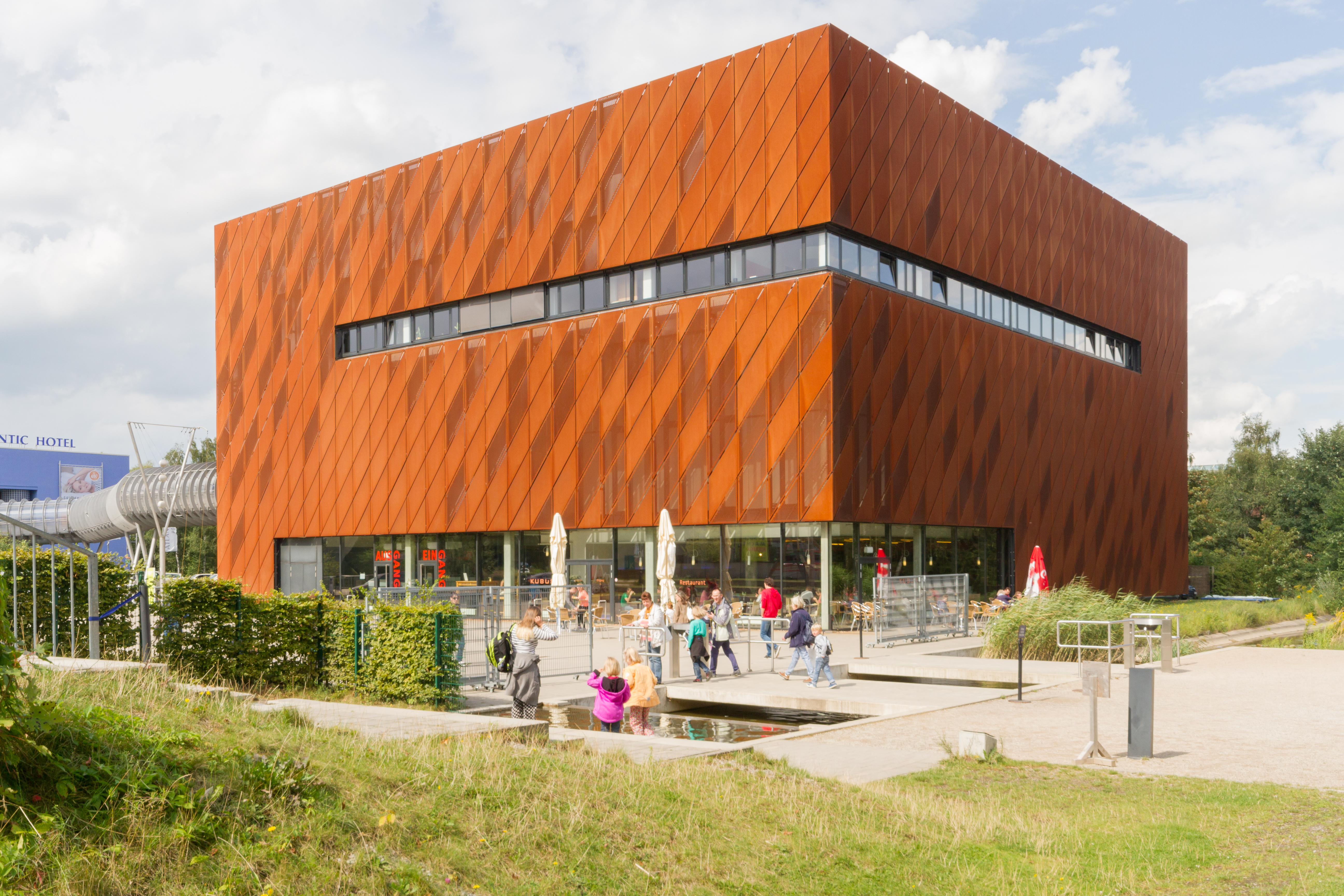
Sonderausstellungsgebäude des Universum Bremen
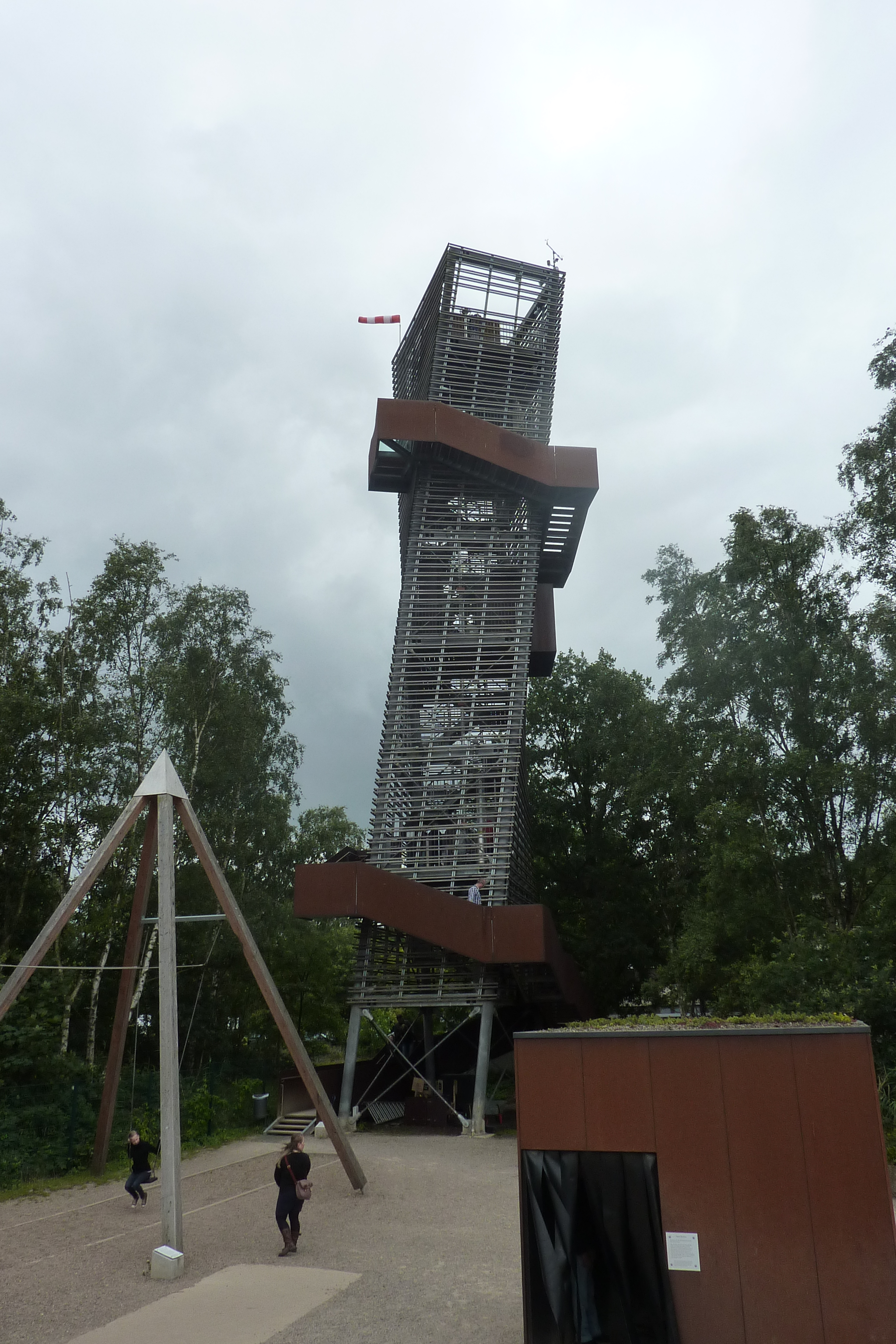
Turm der Lüfte im Außenbereich